# السبعان
السَبْعَان قرية سعودية في منطقة حائل، شمال المملكة العربية السعودية، وتقع على سفح جبل سلمى، جنوب مدينة حائل بمسافة 65 كم، وهي واحة خصبة ذات تكوين مائي تشتهر بالزراعة شأنها شأن قرى المنطقة الأخرى، ويوجد بها مستوصف ومركز إمارة ومدارس ابتدائي ومتوسط وثانوي للبنين والبنات، ويبلغ عدد سكانها أكثر من 4000 ألاف نسمة وهم من عشيرة آل مفيد من قبائل بني تميم ، كما تعد السبعان من القرى التي حافظت على أسمها منذ العهد الجاهلي وقد تغنى فيها كثير من الشعراء الجاهليون والاسلاميون والمعاصرين،، أما تأسيسها الحديث فيعود إلى ثلاثة مائة سنة ماضية حتى أصبحت من كبرى القرى في المنطقة وهي تتبع إقليم قفار، وقد تفرع منها بلدة بدائع السبعان والتي تبعد عنها مسافة 5 كم.

## الموقع والسكان
- تقع السبعان شرق جبل رمان، وغرب جبل سلمى، وتبعد عن مدينة حائل 65 كم إلى الجنوب الشرقي.[6]
- يحد السبعان من جهة الشمال وادي العش وجبل الذبابة، ومن الشرق جبل القطعاء والمركوزة وجبل سلمى، ويحدها من الجنوب جبل الجيم وجبل الصفر، ومن جهة الغرب وادي الحار.
- وجاء في معجم شمال المملكة : وادي السبعان ينحدر من سفوح جبل رمان الشمالية الشرقية، ومن سفوح سلمى الشرقية الشمالية، ثم يأتيه من أعلاه من الجهة الغربية الشمالية وادي العش فوادي العدوة، فإذا أجتمعت الثلاثة سميت وادي العدوة، الذي يتجه موازيا لسلسة جبال سلمى شمالها ثم ينحرف بعد أنتهاء السلسة نحو الجنوب حتى يفيض شرق سلمى.[7]
- وجاء في معجم البلدان:[8] السبعان واد شمالي جبل سلمى، بجواره جبل صغير يقال له العبد وهو أسود ليس له أركان.

وهذا الجبل لايزال معروفاً حتى اليوم باسم عبد السبعان.
- وجاء عند لغدة الأصفهاني من أهل القرن الرابع الهجري: أن السبعان وادٍ يجيءُ من الجبلين والأجيفر في أسفل هذا الوادي وأعلاهُ الملا وأسفله الأجفر وقال أن هذا الوادي من أملاك بني نصر من بني أسد بن خزيمة[9]
- ويبلغ عدد سكان السبعان اليوم أكثر من 4000 ألاف نسمة وهم من آل مفيد من بني تميم.[10][11]

## السبعان في شعر العرب في الجاهلية وصدر الإسلام
- قال الشاعر المخضرم لبيد بن ربيعة العامري يذكر السّبعان[12]

- وقال الشاعر تميم بن مقبل العجلاني يذكر السبعان[13]

وغير ذلك من الشعراء.

## قرية بدائع السبعان
تبعد عن السبعان مسافة 5 كم إلى الجنوب، وتشتهر ايضاً بالزراعة وإنتاج النخيل والفواكه والخضروات، ويوجد فيها مدرسة ابتدائية للبنين والبنات، كما يتواجد فيها سد بدائع السبعان وهو سد بطول 218 متر، وارتفاع 7 أمتار، وبسعة تخزينية 630351 متر مكعب.

## السبعان في كتابات المستشرقين
- زارها المستشرق الفنلندي جورج أوغست فالين (1265 هـ / 1845 م): أنها بين بلدة فيد وحائل وفيها مياه جارية.[17]
- أما الرحالة الإيطالي جوارماني الذي زارها (1280 هـ / 1864 م): أنها من قرى الجبل وسكانها 2000 نسمة من بني تميم.[18]
- كما زارها الرحالة موزل (1333 هــ / 1915 م): وذكر أن فيها 25 مسكناً وسكانها من بني تميم[19]

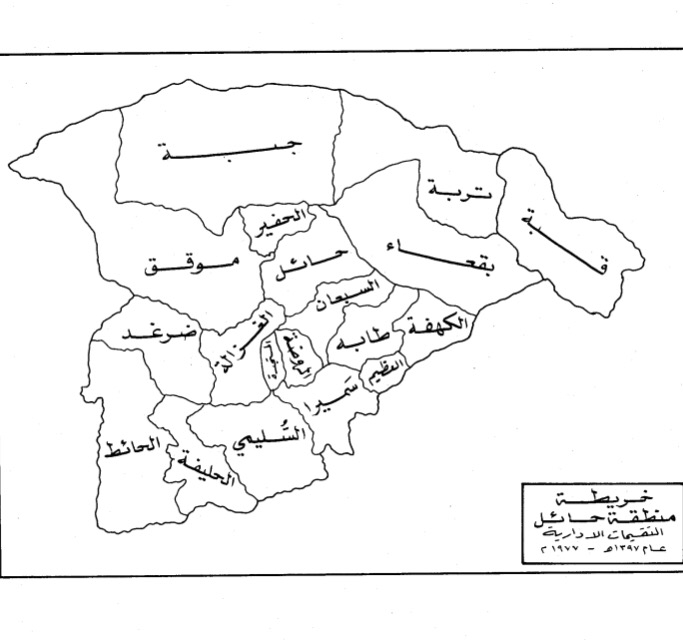
التقسيمات الإدارية في منطقة حائل سنة 1397 هـ وتظهر فيها محافظة السبعان